# Andriy Kotelnik
Andriy Kotelnik (en ukrainien : Андрій Миколайович Котельник, Andriï Mykolaïovytch Kotelnyk) est un boxeur ukrainien, né le 29 décembre 1977 à Lviv, en RSS d'Ukraine. 

## Carrière
Médaillé de bronze aux Jeux olympiques de Sydney en 2000 en poids légers, il passe professionnel la même année et combat en super-légers. Malgré un revers en championnat d'Europe contre le britannique Junior Witter (défaite aux points le 9 juillet 2005), il obtient une première chance mondiale en affrontant le français Souleymane M'baye à Liverpool le 10 mars 2007 mais il ne parvient à faire que match nul. 
Gavin Rees parvient à détrôner le français et remet sa ceinture WBA en jeu face à Kotelnik le 22 mars 2008. L'Ukrainien saisit cette occasion et fait subir à Rees sa première défaite chez les professionnels. Andriy Kotelnik conserve ensuite sa ceinture en dominant aux points le japonais Norio Kimura le 13 septembre 2008 et l'Argentin Marcos Rene Maidana le 7 février 2009. 
Le 18 juillet 2009, il s'incline aux points face à l'anglais Amir Khan à la Manchester Evening News Arena, puis il perd contre le champion WBC et IBF de la catégorie Devon Alexander le 7 août 2010.